# Melaloncha clandestina
Melaloncha clandestina är en tvåvingeart som beskrevs av Brown 2005. Melaloncha clandestina ingår i släktet Melaloncha och familjen puckelflugor.
Artens utbredningsområde är Colombia. Inga underarter finns listade i Catalogue of Life.